# Evan N'Dicka
Obite Evan N'Dicka (París, Francia, 20 de agosto de 1999) es un futbolista marfileño. Juega de defensa y su equipo es la A. S. Roma de la Serie A de Italia.

## Trayectoria
Tras empezar a formarse como futbolista en el A. J. Auxerre, finalmente en 2017 ascendió al primer equipo. Debutó el 27 de enero de 2017 en un partido contra el Clermont Foot. Firmó su primer contrato profesional el 5 de febrero de 2017. Llegó a jugar 12 partidos de liga y 15 partidos en total. A mitad de la temporada siguiente se marchó al Eintracht Fráncfort, el 5 de julio de 2018.

## Estadísticas

### Clubes
Actualizado al último partido disputado el 31 de octubre de 2024.
| Club                           | Div.          | Temporada     | Liga  | Liga  | Copas nacionales | Copas nacionales | Copas internacionales | Copas internacionales | Total | Total |
| Club                           | Div.          | Temporada     | Part. | Goles | Part.            | Goles            | Part.                 | Goles                 | Part. | Goles |
| ------------------------------ | ------------- | ------------- | ----- | ----- | ---------------- | ---------------- | --------------------- | --------------------- | ----- | ----- |
| A. J. Auxerre II Francia       | 4.ª           | 2016-17       | 16    | 0     | ―                | ―                | ―                     | ―                     | 16    | 0     |
| A. J. Auxerre II Francia       | 5.ª           | 2017-18       | 5     | 0     | ―                | ―                | ―                     | ―                     | 5     | 0     |
| A. J. Auxerre II Francia       | Total club    | Total club    | 21    | 0     | 0                | 0                | 0                     | 0                     | 21    | 0     |
| A. J. Auxerre Francia          | 2.ª           | 2016-17       | 2     | 0     | 0                | 0                | ―                     | ―                     | 2     | 0     |
| A. J. Auxerre Francia          | 2.ª           | 2017-18       | 12    | 0     | 2                | 0                | ―                     | ―                     | 14    | 0     |
| A. J. Auxerre Francia          | Total club    | Total club    | 14    | 0     | 2                | 0                | 0                     | 0                     | 16    | 0     |
| Eintracht Fráncfort · Alemania | 1.ª           | 2018-19       | 27    | 1     | 0                | 0                | 9                     | 0                     | 36    | 1     |
| Eintracht Fráncfort · Alemania | 1.ª           | 2019-20       | 22    | 1     | 4                | 0                | 8                     | 1                     | 34    | 2     |
| Eintracht Fráncfort · Alemania | 1.ª           | 2020-21       | 23    | 3     | 2                | 0                | ―                     | ―                     | 25    | 3     |
| Eintracht Fráncfort · Alemania | 1.ª           | 2021-22       | 32    | 4     | 1                | 0                | 11                    | 0                     | 44    | 4     |
| Eintracht Fráncfort · Alemania | 1.ª           | 2022-23       | 30    | 1     | 5                | 1                | 9                     | 0                     | 44    | 2     |
| Eintracht Fráncfort · Alemania | Total club    | Total club    | 134   | 10    | 12               | 1                | 37                    | 1                     | 183   | 12    |
| A. S. Roma · Italia            | 1.ª           | 2023-24       | 25    | 0     | 0                | 0                | 9                     | 0                     | 34    | 0     |
| A. S. Roma · Italia            | 1.ª           | 2024-25       | 10    | 0     | 0                | 0                | 3                     | 0                     | 13    | 0     |
| A. S. Roma · Italia            | Total club    | Total club    | 35    | 0     | 0                | 0                | 12                    | 0                     | 47    | 0     |
| Total carrera                  | Total carrera | Total carrera | 204   | 10    | 14               | 1                | 49                    | 1                     | 267   | 12    |

## Palmarés

### Campeonatos internacionales
| Título                    | Equipo              | Sede            | Año     |
| ------------------------- | ------------------- | --------------- | ------- |
| Liga Europa de la UEFA    | Eintracht Fráncfort | Sevilla         | 2021-22 |
| Copa Africana de Naciones | Costa de Marfil     | Costa de Marfil | 2023    |